# Filippo Maria Visconti
Felipe María Visconti (en italiano Filippo María Visconti; 22 de septiembre de 1392-13 de agosto de 1447) fue el último gobernante de Milán perteneciente a la familia Visconti. Era hijo de Catalina Visconti y de Gian Galeazzo Visconti.

## Nacimiento e infancia
Según su biógrafo Pier Candido Decembrio, Filippo nació en el sexto minuto después de la salida del sol. Su madre había tenido numerosos abortos previos, frutos sin duda de la consanguinidad que unía a los duques. El médico que atendió el parto, para complacer al duque, lo definió como un niño sano y de constitución robusta. Sin embargo, toda su infancia sufrió de mala salud, afectado de un raquitismo que le deformó los pies y que le obligó a caminar ayudado de un bastón el resto de su vida.
A la muerte de Gian Galeazzo, el título de duque pasó a su hijo Giovanni Maria Visconti, de apenas 13 años de edad, quien quedó bajo la tutela de su madre. La ciudad de Milán estaba asolada por numerosas revueltas, por lo que se decidió que el pequeño Filippo, de diez años, fuera enviado al castillo de Pavía, localidad de la que era duque gracias a la reciente herencia paterna, bajo la supervisión de Castellino Beccaria y de Marziano da Tortona, que ejercía las funciones de pedagogo, estudioso y astrólogo.

## Acceso al poder
Durante ese gobierno se formaron en el ducado varios grupos de poder, de los cuales uno de los más importantes era el comandado por Facino Cane, famoso condotiero. Estas facciones provocaron la rivalidad entre el joven duque y la regente. Así, en 1404, Giovanni Maria hizo apresar a su madre, recluyéndola en Monza, donde murió poco después. La misma suerte habría corrido de seguro el joven Filippo si no fuera porque su débil salud, su aspecto enfermizo, y la indigencia en que vivía en su retiro de Pavía, lo convertían en un rival de poca entidad a los ojos de su hermano. En 1412, sin embargo, y tras la muerte con pocos días de diferencia tanto de Facino Cane como de su hermano Giovanni Maria, Filippo Maria accedió al poder.

### El gobernante
Filippo Maria, de personalidad turbulenta, un poco supersticiosa, y no carente de cierta ironía, dio muestras sin embargo de una notable capacidad política. Desde su comienzo trató de encumbrar el ducado, empresa para la que necesitaba una gran cantidad de recursos económicos. Estos los encontró en su futura esposa, Beatriz Lascaris, de 42 años, viuda y heredera de Facino Cane, con quien se casó en una ceremonia oficiada por Bartolomeo Capra, obispo de Milán. Con la fortuna y recursos militares que dicha unión le proporcionó se prestó a acometer la tarea de reformar y situar en lo más alto el Ducado de Milán.
Cuando su mujer dio muestras de un excesivo interés en los asuntos de gobierno no dudó en encerrarla, haciéndola decapitar en 1418 junto al castillo de Binasco. Para tratar de dar una justificación a su acción la acusó previamente de adulterio.
En 1425 tuvo una hija natural, Bianca Maria Visconti, a la postre su única descendiente, fruto de las relaciones con una cortesana, Agnese, hija del conde palatino Ambroglio del Maino, probablemente una de las damas de compañía de su esposa.
A la muerte de Giorgio Ordelaffi, señor de Forlì, fue nombrado sucesor su hijo Teobaldo Ordelaffi, todavía muy joven, por lo que Filippo se convirtió en su tutor, tal como había dejado testado el propio Giorgio. Esta circunstancia fue aprovechada por el Visconti para intentar la conquista de la Romaña, en 1423. Se inició así una contienda con la ciudad de Florencia, decidida a detener las ambiciones milanesas. Venecia, tras algunas dudas, y persuadida por el Conde de Carmagnola decidió intervenir en la disputa, sumada al bando florentino. El escenario de las operaciones militares fue la Lombardía. Tras un largo asedio y la destrucción de la flota ducal que llevaba alimentos a la ciudad, los venecianos consiguieron conquistar Brescia. Comandó el ejército de la Serenísima Carmagnola, quien pocos años antes la había conquistado, batallando en esa ocasión a favor de los intereses del Ducado de Milán, lo que da muestra del modo de actuar de los condotieros y capitani di ventura en aquella época. Visconti, que había pedido inútilmente ayuda al emperador Segismundo, se vio obligado a aceptar una paz propuesta por el Papa Martín V, en 1426, en el que sus ambicionadas pretensiones territoriales quedaban anuladas.
Los milaneses no aceptaron de buen grado esta paz, ni tampoco el emperador, lo que sirvió de excusa a Visconti para reiniciar las hostilidades, que acabaron con el desastre de Maclodio. Una nueva paz, concluida en Ferrara gracias a la mediación de Niccolò d´Este, llevó al Ducado de Milán a la pérdida de Brescia y Bérgamo. Para añadir más infortunios, en 1431 fue nombrado Papa un veneciano, Eugenio IV, y por lo tanto hostil a Visconti.
En 1428, Filippo se casó por segunda vez con María de Saboya buscando así la alianza con el Ducado de Saboya. Sin embargo, al poco tiempo ya demostró un cierto desapego a las cuestiones mundanas, a la vez que su salud comenzaba a deteriorarse.

### La cuestión sucesoria
Con la larga agonía y posterior muerte de Filippo Maria Visconti sin descendencia masculina se abrió un problema sucesorio en el que se vieron inmersas varias casas gobernantes italianas, así como otras potencias emergentes europeas, destacando los españoles, con su pretendiente Fernando de Aragón y los franceses, que aspiraban a situar en el Ducado de Milán a Carlos I de Orleans. La única persona que podría haber terciado en este nudo de intereses era el propio Filippo Maria, pero este había perdido todo el interés por los asuntos terrenales. Tanto es así que en 1446 encargó a una junta de teólogos que le despejaran las dudas que tenía sobre las posibilidades que tenía un señor temporal de alcanzar la salvación de su alma. No obstante también intentó un acercamiento a su hija, Bianca Maria, y por tanto, a su esposo Francesco Sforza.
Finalmente, tras su muerte, en la noche del 12 al 13 de agosto de 1447 se hizo cargo del poder una serie de nobles milaneses que constituyeron la República Ambrosiana.

## El personaje histórico
En Filippo Maria Visconti la vena de locura que desde generaciones asolaba a la dinastía Visconti no se manifestó con los extremos que sí lo hizo en el caso, por ejemplo, de su hermano, aunque siempre se vio afectado por un grado de misantropía que le llevó a vivir prácticamente recluido en su fortaleza de Porta Giovia, y rodeado tan sólo de un grupo de servidores fieles. Disponía de una red de espías y sometía a una estrecha vigilancia a cualquiera que se acercara a él. Su desconfianza llegó al extremo de prohibir que nadie dentro de su fortaleza se asomara a una ventana por temor a que hiciera señales al exterior.
Otro rasgo importante de su personalidad era su extrema superstición, solicitando a lo largo de toda su vida pública el auxilio de nigromantes y astrólogos a los que consultaba a la hora de elegir el lugar y el momento adecuado para el desarrollo de cualquier acción política o militar. Es famoso el episodio en que decidió no encontrarse con el emperador Segismundo, sólo porque los astros le habían aconsejado no emprender iniciativas de tipo político. Su carácter medroso e hipocondríaco le llevó a no querer oír hablar siquiera de la muerte, haciendo sacar de sus dominios incluso a sus más allegados que estuvieran agonizantes o en trance de fallecer.
No obstante fue un hombre de estado dotado de una gran capacidad política, y consiguió elevar el Ducado de Milán al prestigio del que gozaba en los tiempos de Gian Galeazzo.

## Sucesión
| Predecesor: Giovanni María Visconti | Duque de Milán 1412 - 1447 | Sucesor: República Ambrosiana |